# Schloss Puchhof

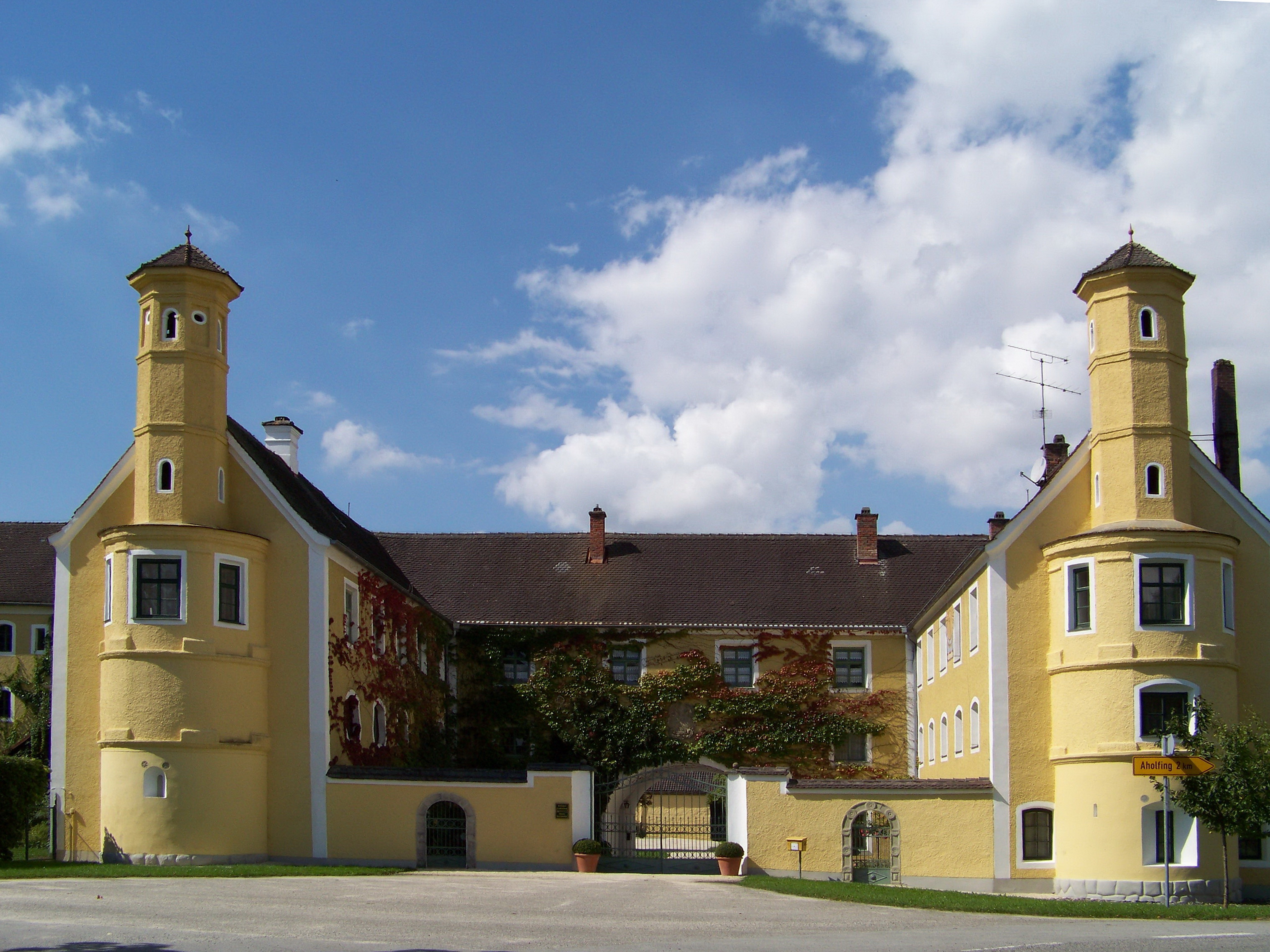
Schloss Puchhof heute

Das Schloss Puchhof (bisweilen auch Altes Schloss Puchhof genannt) liegt im gleichnamigen Gemeindeteil der niederbayerischen Gemeinde Aholfing im Landkreis Straubing-Bogen (Puchhof 67). Es ist unter der Aktennummer D-2-78-112-9 als Baudenkmal von Puchhof verzeichnet.
Die Anlage wird ferner als Bodendenkmal unter der Aktennummer D-2-7040-0099 mit der Beschreibung „untertägige mittelalterliche und frühneuzeitliche Befunde und Funde im Bereich des Schlosses Puchhof, darunter die Schlosskapelle und Spuren der Vorgängerbebauung“ geführt.

## Geschichte
Puchhof war seit dem 12. Jahrhundert im Besitz des Klosters Prüfening. Damals tauschte es am 9. Juli 1140 der Burggraf Otto von Regensburg mit dem Abt Erbo Puchhof gegen ein Gut und eine Mühle in Mangolding ein. Aus der Übergabeurkunde geht hervor, dass die Familie des Burggrafen Puchhof seit drei Generationen innehatte und dieses als Lehen der Babenberger erhalten hatte. Die Vogteirechte hatten die Herren von Bogen inne. Nach dem Tod von Albert IV. von Bogen († 1242) kam Puchhof an die Wittelsbacher. Karolus de Straubing, Sohn des Vitztums Otto von Straubing, erhielt 1282 von Heinricus dux Bavariae seine curia in Rain, das dortige castrum und die Vogteirechte an der curia Puche (Puchhof). Diese Familie de Straubing benannte sich in Rainer von Rain um. Das Kloster Prüfening erwarb nach den Erlass der Ottonischen Handfeste 1311 die Niedergerichtsbarkeit und so wurde Puchhof zu einer Hofmark.
1328 verkauften Albrecht von Rain und seine Hausfrau Elspet ihre Herzogslehen, die Vogtei, die Gerichts- und Abgabenrechte von Puchhof an Cunrat den Nothaft. 1448 wurde Puchhof als Leibgedinge an den Rentmeister von Niederbayern, Friedrich Vinnder, seine Frau und deren Sohn „verstiftet“. Während des Dreißigjährigen Krieges wurde auch Puchhof verwüstet. Der Prüfeninger Abt Placidus Bacheder beauftragte den Mönch und späteren Abt Romanus Schneidt mit dem Wiederaufbau von Puchhof. Der erste Wiederaufbau war ein Gebäude aus Holz. Nachfolger auf Puchhof wurde der Mönch Bernhard Degl, der später ebenfalls zum Abt von Prüfening gewählt wurde. Das Gut erholte sich wieder in wirtschaftlicher Hinsicht und 1798 konnte Puchhof als Steinbau neu errichtet werden. Als Mitglied der Landschaft hatte der Abt auch das Recht, auf seinen Gütern Bier zu brauen und auszuschenken. Darüber kam es mit dem Inhaber von Schloss Rain, Graf Josef von Leiblfing, um 1710 zu gerichtlichen Auseinandersetzungen. Diese dauerten fast hundert Jahre an und wurden nur teilweise gelöst; das Schankrecht blieb unangetastet, aber Rainer Untertanen konnten bestraft werden, wenn sie dort ihr Bier tranken. 1695 kam es zu einem Vertrag zwischen dem Hochstift Regensburg und dem Kloster Prüfening, in dem vereinbart wurde, dass für Amtshandlungen der Niedermotzinger Amtsknecht eingeschaltet werden sollte.
Puchhof blieb bis zur Säkularisation beim Kloster Prüfening. Nach 1803 wurde die Hofmark Puchhof dem Landgericht Straubing unterstellt. Danach wurde nach mehreren Verkaufsversuchen der Puchhof von Baron Neubäck erworben; im Widerspruch dazu steht, dass der Puchhof von der Regierung selbst bewirtschaftet wurde und nur Pächter eingesetzt wurden. Der Königliche Appellationsgerichtsdirektor Ritter von Reindl wurde 1822 als Pächter des Puchhofs angegeben, später hat er ihn erworben. 1839 kaufte der Regensburger Weingroßhändler Friedrich Fikentscher den Puchhof und weitere früher dazugehörende Liegenschaften. Die darauf folgende Zeit war eine des wirtschaftlichen Aufschwungs, es wurden in der Landwirtschaft moderne Geräte eingesetzt, eine Molkerei mit Käserei und eine Zuckerfabrik (spätestens 1844) errichtet.
1870 wurde der Puchhof an Carl Lang verkauft. Dieser war ein Freund von Ludwig III., Mitglied in der Kammer der Reichsräte der Krone Bayern und wurde mit dem Titel von Lang-Puchhof nobilitiert. Er errichtete auf dem Puchhof einen Fideikommiss. Um die landwirtschaftlichen Grundstücke besser nutzen zu können, ließ er 1880–1886 Be- und Entwässerungsanlagen errichten. Zugleich wurde ein Triebwerkskanal für ein E-Werk angelegt und auf Puchhof eine Brennerei gebaut; auch der Bau des Neuen Schlosses Puchhof und die Anlage des Schlossparks gehen auf ihn zurück.
1937 erwarb Fritz Thyssen das gesamte Schloss Puchhof. Bereits im Oktober 1937 zog die einzige Tochter des Ehepaars, Anita Gräfin Zichy-Thyssen, mit ihrem Gatten Gabor Ödon Graf Zichy zu Zich und Vásonykeö und ihrem Sohn Fritz August nach Puchhof um. Der Westflügel des Schlosses wurde nach deren Wünschen umgestaltet.
Auch Fritz Thyssen und seiner Gemahlin, Frau Amélie Thyssen, geborene zur Helle, waren sehr daran gelegen, den Puchhof als landwirtschaftlichen Musterbetrieb zu führen. Die Brennerei wurde 1937–1939 neu gestaltet. All dieses nahm ein jähes Ende, denn wegen des Nationalsozialismus musste Fritz Thyssen 1939 Deutschland verlassen, wurde mit seiner Frau aber in Frankreich gefangen genommen und musste bis zum Kriegsende seine Zeit in verschiedenen Konzentrationslagern verbringen. 1939 nahm das Land Preußen Puchhof in Besitz und verkaufte ihn am 1. April 1940 an Philipp F. Reemtsma.
Nach dem Zusammenbruch des Nationalsozialismus wurde der Puchhof von den Amerikanern an Hugo Nickel verpachtet. Am 15. Oktober 1949 konnte das devastierte Schlossgut wieder an Fritz Thyssen zurückgegeben werden. Das Schloss selbst blieb bis zum 1. Juli 1952 in der Hand der amerikanischen Besatzungsmacht. Fritz Thyssen war zwischenzeitlich in seinem Exil in Buenos Aires verstorben. Seine Gattin Amélie fasste den Entschluss, nach Puchhof zurückzukehren und die Landwirtschaft erneut aufzubauen, was ihr auch gelungen ist (Ausbau der landwirtschaftlichen Gebäude, des E-Werks und der Arbeiterunterkünfte, einschließlich eines 1955/56 errichteten eigenen Altersheimes). Sie bekam im August 1960 auf Schloss Puchhof das Große Verdienstkreuz mit Stern und Schulterband des Verdienstordens der Bundesrepublik durch Konrad Adenauer verliehen. Sie verstarb auf Schloss Puchhof am 25. August 1965.
Nach dem Tod von Amélie Thyssen kam der Besitz an ihre Tochter, Anita Gräfin Zichy-Thyssen. Diese hatte kein Interesse an der Landwirtschaft und gab den Betrieb 1966 zum Verkauf frei.
Im Juni 1966 erwarb Guido Ritter und Edler von Maffei Gut und Schloss Puchhof. Die Familie der Marchese di Maffei stammt ursprünglich aus  Verona, ist aber seit dem 19. Jahrhundert in Bayern ansässig. Liselotte Edle von Maffei verlegte ihre Brennerei von Gut Freiham 1996 nach Puchhof, womit dort zeitweise die zweitgrößte Brennerei Bayerns entstand. Guido von Maffei verstarb mit 94 Jahren am 19. Juni 1999  und ist in der Kapelle Puchhof begraben. Seine Frau Liselotte von Maffei führt den Betrieb weiter und das Schloss wird als Gutshof genutzt.
Im Bereich des Schlosses Puchhof wurden untertägige mittelalterliche und frühneuzeitliche Befunde gesichert.

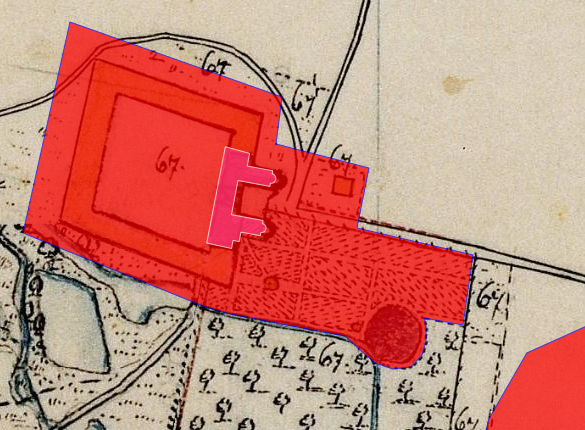
Lageplan von Schloss Puchhof auf dem Urkataster von Bayern

## Schloss Puchhof einst und jetzt
Das dreigeschossige Schloss Puchhof wurde nach 1768 als Vierflügelanlage mit einem Mauerabschluss gegen die Straße errichtet. Der Neubau wurde unter Abt Petrus Gerl ausgeführt, Architekt und Baumeister war Pater Andreas Schleinkofer.
Der Langflügel springt seitlich um je zwei Fensterachsen über die Seitenflügel vor. An den Giebelseiten der Seitenflügel befinden sich apsidenartige Vorbauten, die sich durch alle Geschosse ziehen. Darüber liegen polygone dreigeschossige Türmchen mit Helmen. Vor diesen liegt eine niedrige, geschwungene Mauer, welche die beiden Turmtrakte miteinander verbindet. Von diesem Vorhof gelangt man durch einen Rundbogen in den eigentlichen Hofraum. Oberhalb des Portals befindet sich das Wappen des Abtes Petrus Gerl.

### Schlosskapelle von Puchhof
Im Untergeschoss des Südflügels befindet sich noch die romanische Schlosskapelle aus dem Ende des 12. Jahrhunderts. Vermutlich der Symmetrie wegen wurde beim Neubau 1768 der zweite Schlossflügel in gleicher Weise wie der Kapellenflügel gestaltet. Der Grundriss der Kapelle ist rechteckig (12,4 × 6 m), die Kirche bietet 80 Personen Platz. Die Fenster wurden 1768 barockisiert. Die fünf Fensterachsen werden durch Pilaster betont. Die Spiegeldecke der Kapelle stammt von Otto Gebhard, einem Asamschüler, und stellt die Schutzpatrone des Klosters dar.
Die Schlosskapelle war ursprünglich dem Heiligen Quirinus von Tegernsee geweiht. In der Legende zum Leben dieses Heiligen werden von Hugo Metellus drei Wundertaten des Heiligen in Puchhof beschrieben, bei denen Personen, die ein Sakrileg gegen diese Kirche begangen hatten, schwer bestraft wurden. Die erste Quirinuskapelle auf dem Puchhof war aus Holz gebaut und ist bei einer angeblichen Verletzung des kirchlichen Asylrechts niedergebrannt worden. Das Kloster Prüfening baute an der Stelle eine romanische Kirche aus Stein. Das Gebäude hat sich in seiner ursprünglichen Form bis heute erhalten, seine Innenausstattung wurde aber mehrmals verändert. Um 1450 erfolgte eine erste Änderung, der neue Altar wurde im gotischen Stil angefertigt. Am 27. September 1450 wurde die Kapelle dem Heiligen Otto von Bamberg umgeweiht. Bei dem Neubau von Puchhof wurden in der Kapelle drei Altäre aufgestellt, der Hauptaltar war dem Heiligen Otto geweiht und die beiden Nebenaltäre dem heiligen Petrus (dem Namenspatron des Bauherrn) und dem heiligen Benedikt (dem Ordensstifter).
Die Kapelle wurde 1842 profaniert und diente dann als Abstellraum für landwirtschaftliche Geräte. Die Altäre wurden entfernt, zwei Statuen sollen in der Kirche von Obermotzing aufgestellt worden sein, über das Schicksal der Nebenaltäre weiß man nichts. Carl von Lang erreichte, dass die Glocken der Kapelle im Ersten Weltkrieg nicht abgeliefert werden mussten. Unter Fritz Thyssen wurde die Kapelle 1938/39 vollständig restauriert. Aufgrund der politischen Umstände konnte sie erst am 25. Mai 1946 durch den Regensburger Bischof Michael Buchberger neu geweiht werden. Letztmals wurde die Kapelle 2005 renoviert und es werden heute noch jeweils am Samstagabend Gottesdienste abgehalten.

### Parkanlage Schloss Puchhof
Der Schlosspark wurde von Carl von Lang-Puchhof angelegt. Ursprünglich umfasste er 50 ha und war mit in- und ausländischen Bäumen und Sträuchern bepflanzt. Durch eine Verbreiterung der Laber wurde ein künstlicher See geschaffen. Für Carl von Lang, der am 7. April 1916 in München von einer Straßenbahn überfahren wurde, ließ seine Frau in dem Parkt eine Gruft als Begräbnisstätte erbauen. Erst 1923 wurde der Leichnam dorthin überführt. Allerdings stand die Gruft häufig unter Wasser, so dass auch der Sarg betroffen war. 1966 wurde der Sarg in den Friedhof von Steinach überführt. Die Gruft im Schlosspark wurde danach geschleift.